# Església de Santiago de los Caballeros
L'església de Santiago de los Caballeros, també denominada de vegades, "Santiago de las Eras" o "Santiago el Viejo", és un temple d'estil romànic que es troba en la ciutat de Zamora, Comunitat de Castella i Lleó, Espanya.
Situada extramurs de la ciutat de Zamora, prop del barri d'Olivares i del castell de Zamora. Va pertànyer als capellans del nombre del capítol catedralici, que l'obrien en la festa del seu titular, Sant Jaume el Major, celebrat el 25 de juliol amb un petit romiatge.
Rep la denominació de Santiago de los Caballeros per assegurar-se que en ella, després de vetllar les seves armes, va ser armat cavaller Rodrigo Díaz de Vivar pel rei Ferran I de Castella. Així, ho diu el Romancero:

## Galeria d'imatges

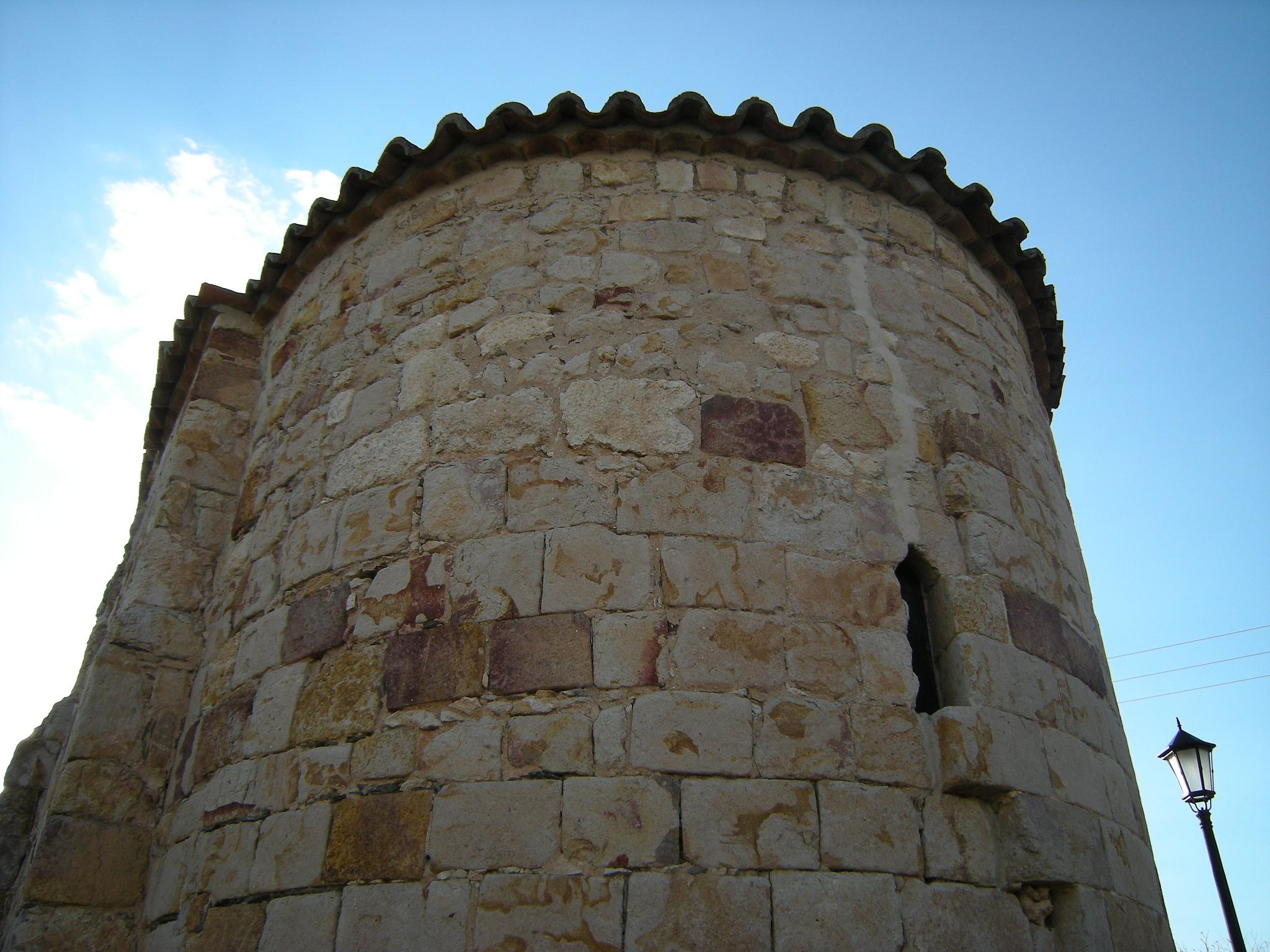
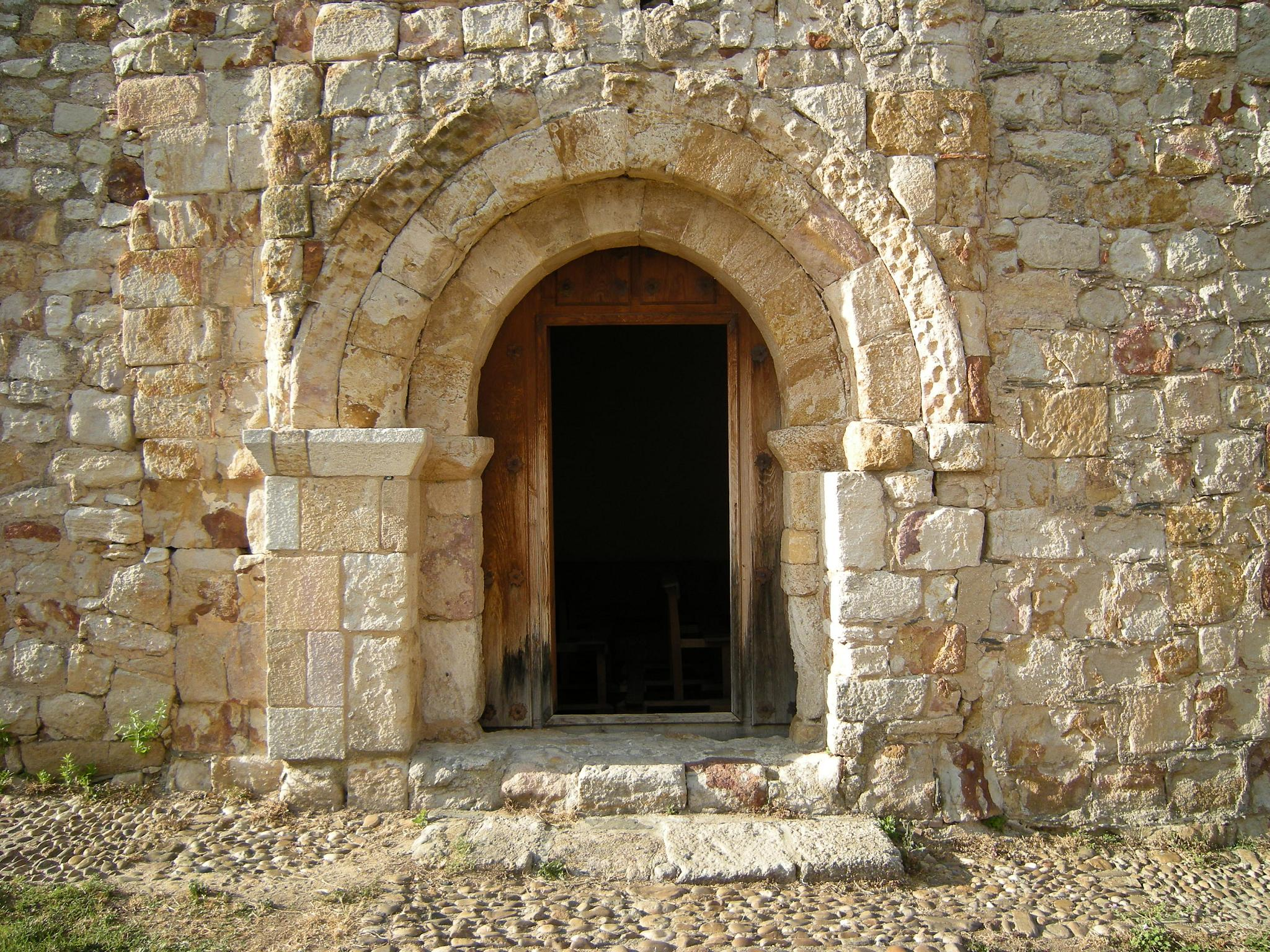
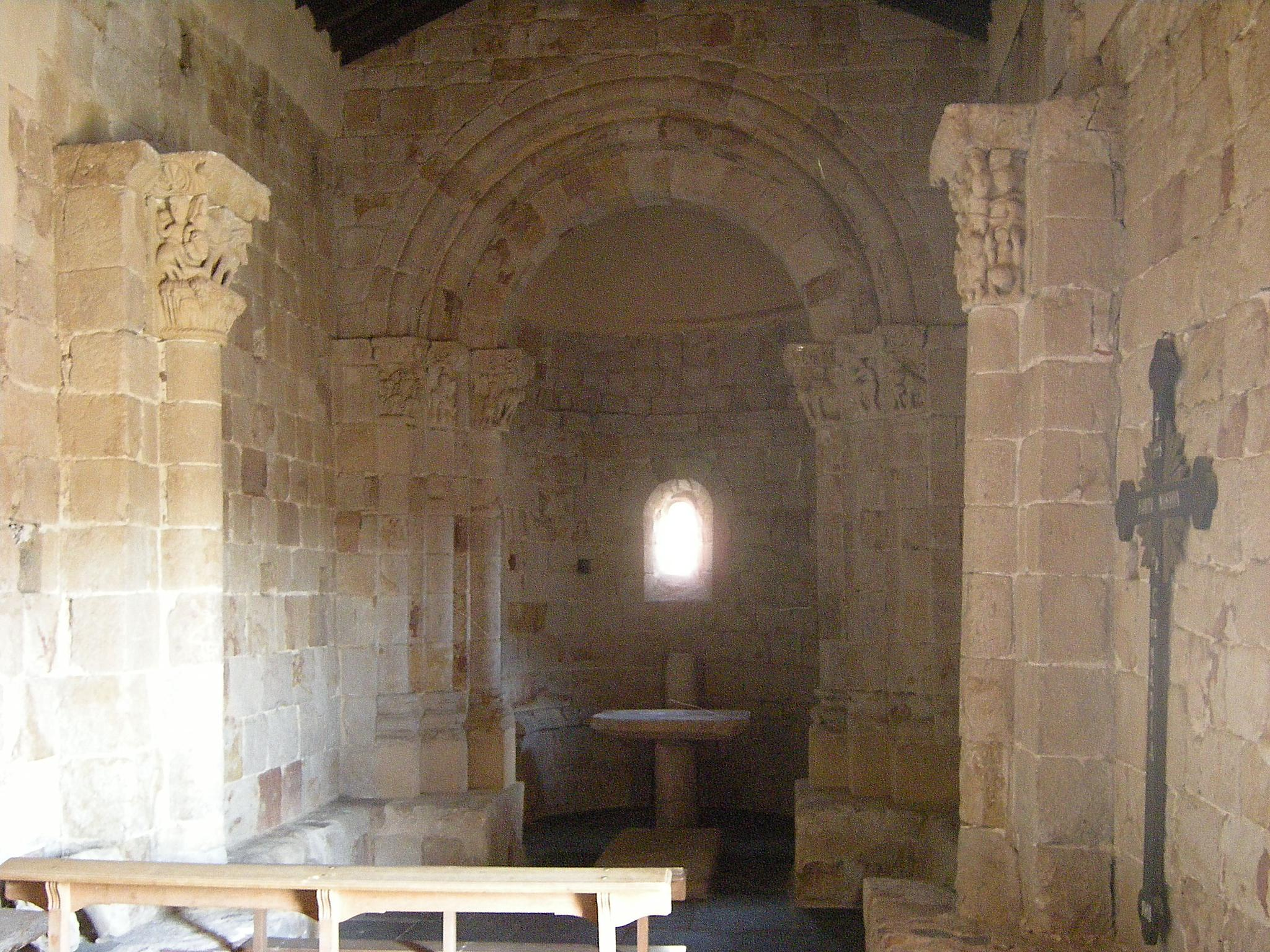
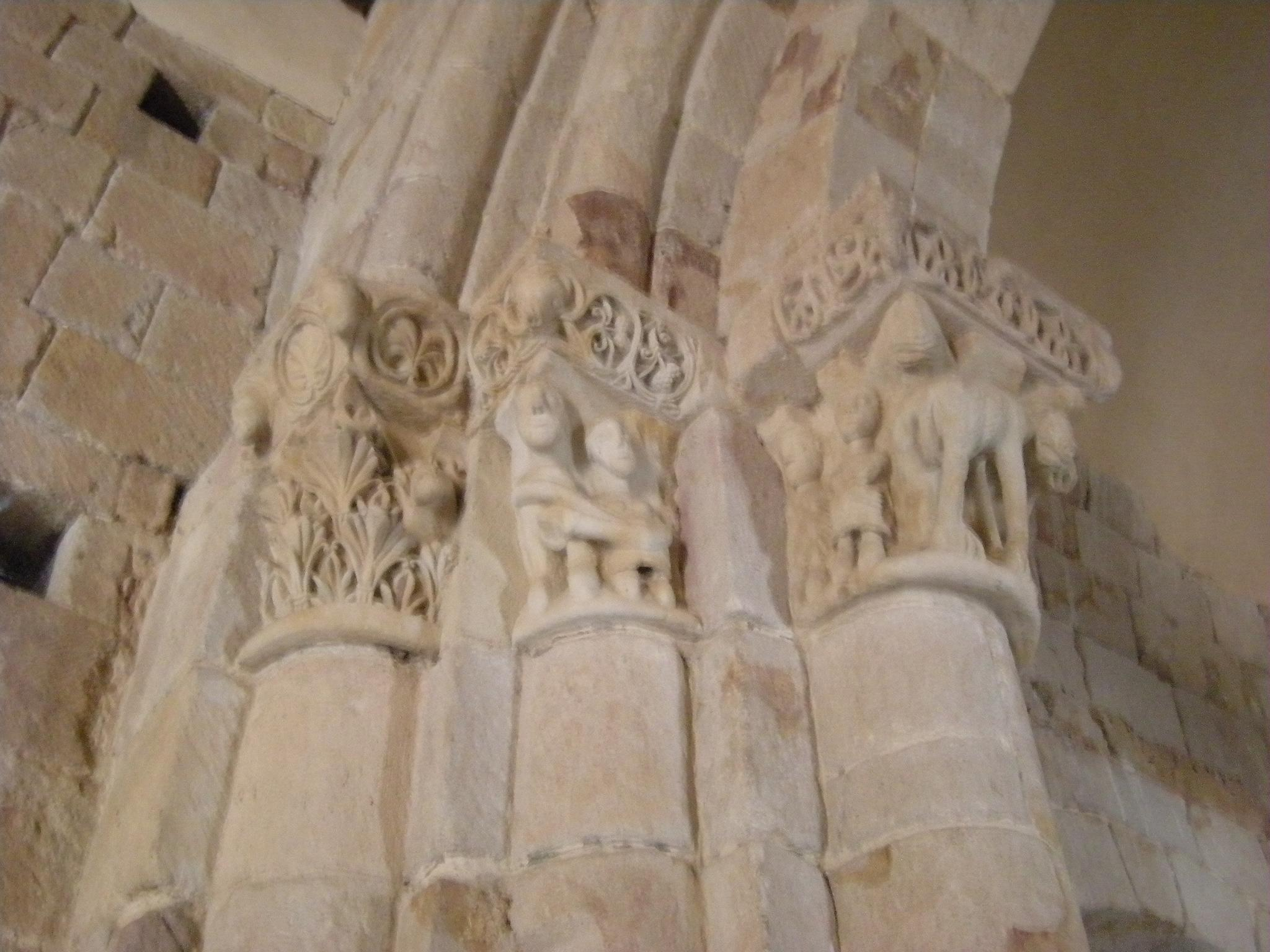

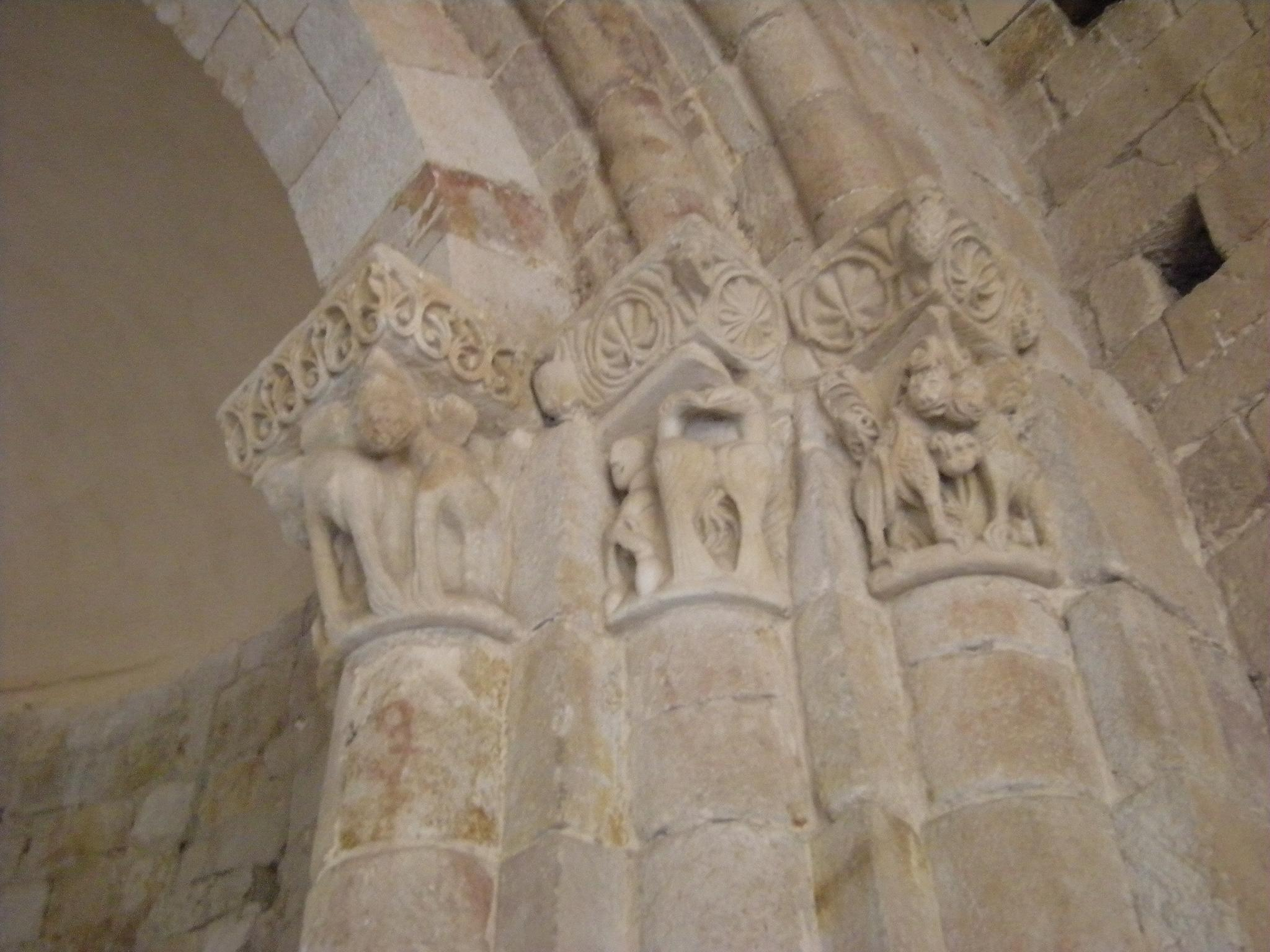
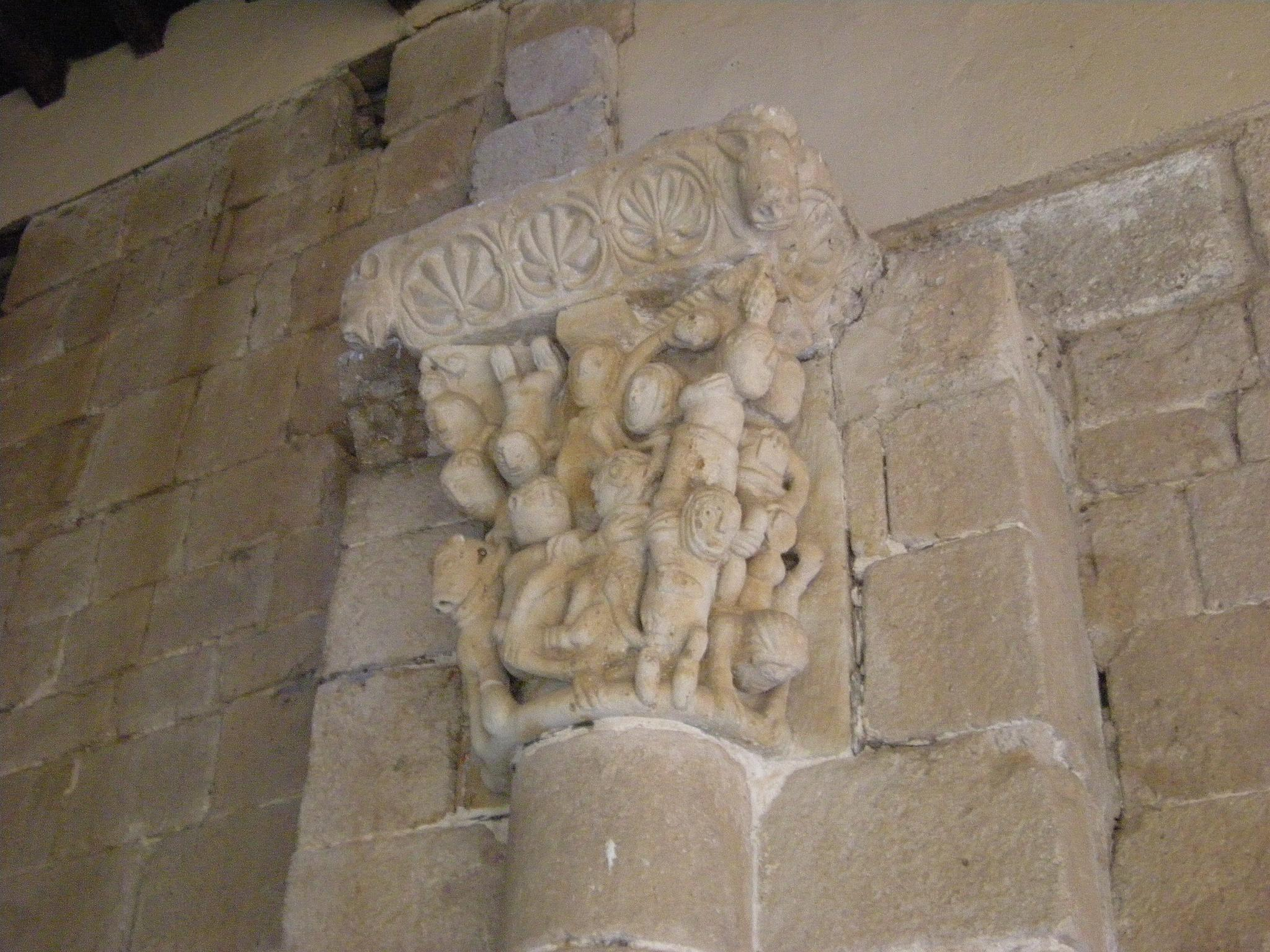
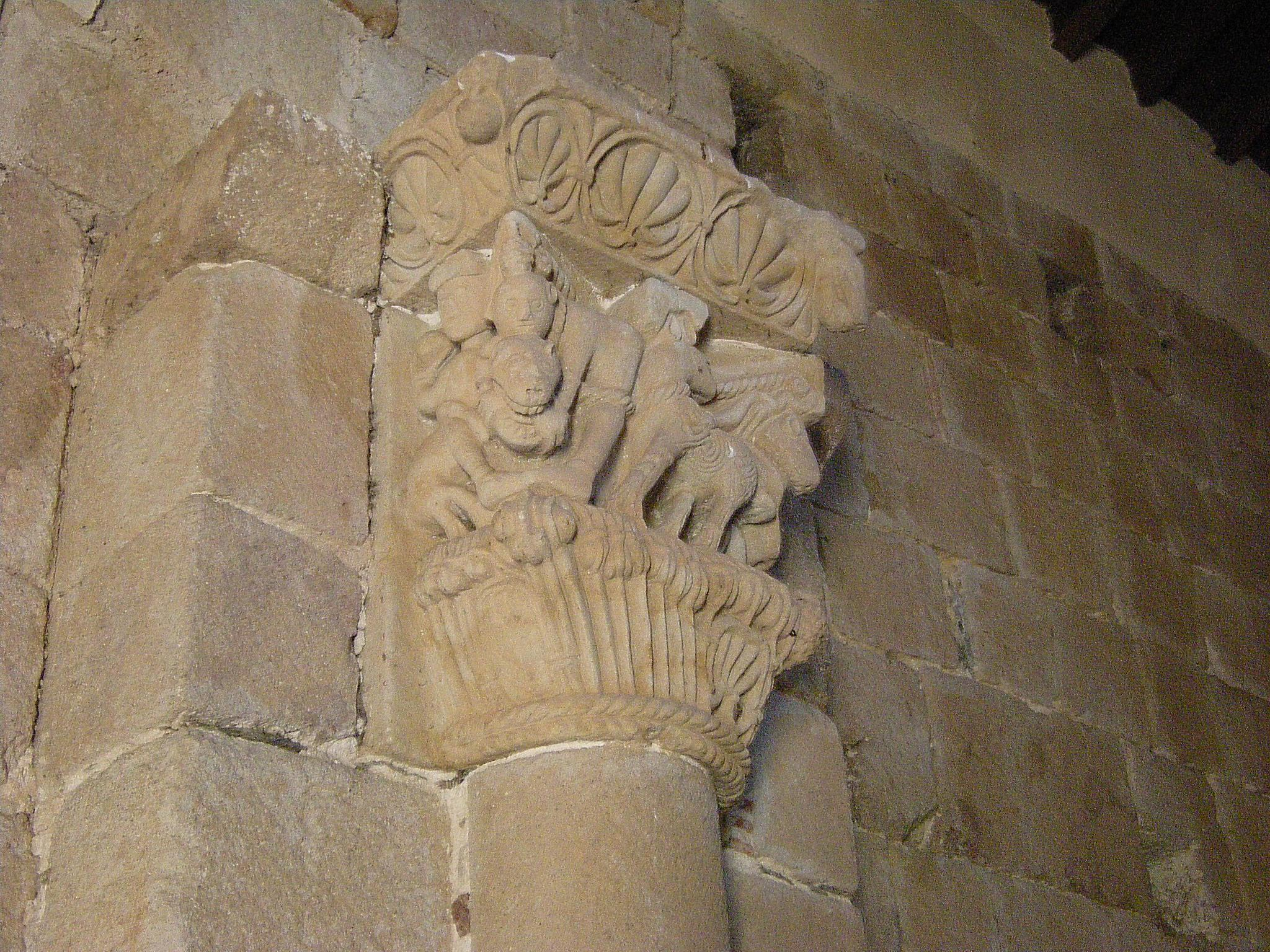